# Baldriga pufí
La baldriga pufí, baldriga petita o baldritja i virot a les Balears (Puffinus puffinus) és una espècie d'ocell de l'ordre dels procel·lariformes i una mica més petita que totes les altres baldrigues.

## Morfologia
- Fa 30-38 cm de llargària total i 76-89 cm d'envergadura alar.
- Pesa 350-450 g.
- La part superior és negra, els costats del cap, del coll i del pit són grisos i blancs, i la part inferior és blanca.
- Bec negre.
- No presenta dimorfisme sexual i els exemplars immadurs són semblants als adults.

## Subespècies
A la Mediterrània n'hi ha dues: una d'oriental (Puffinus puffinus yelkouan), que no té un contrast tan marcat de colors al dors i al ventre, i una d'occidental, la baldriga pufí baleàrica (Puffinus puffinus mauritanicus), anomenada a les Illes Balears virot o virotja, que és tota bruna.

## Reproducció

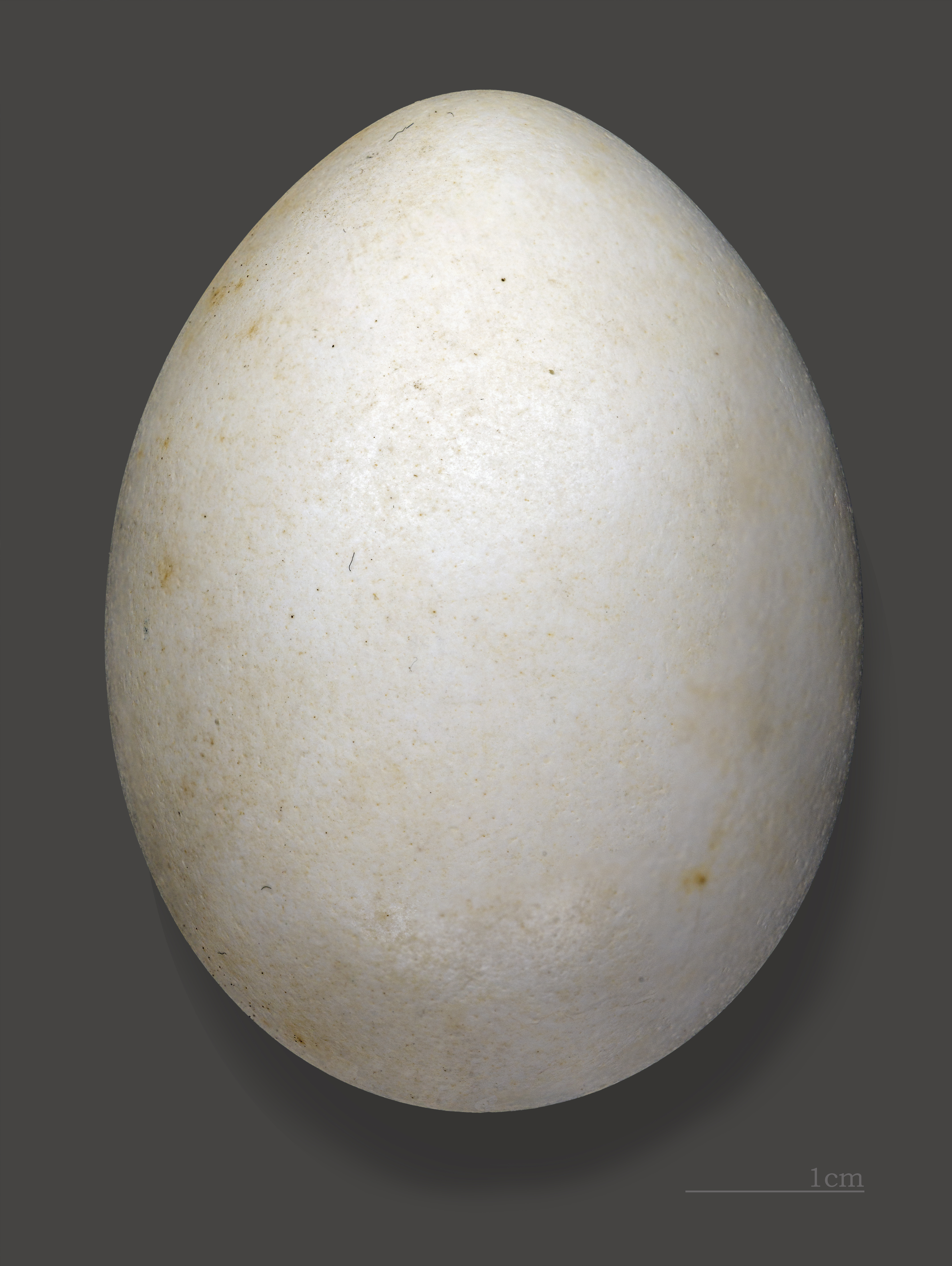
L'ou.

Fa un niu excavant l'herba fins a 1 m de fondària o bé aprofita els caus desocupats, però aquesta opció té un desavantatge, ja que pot ésser víctima dels atacs de les rates. Hi pon un ou i el cova durant 47-55 dies i, al cap de 62-76 més, el poll ja té plomes. El niu només és visitat pels progenitors de nit per evitar la seua depredació per part de les gavines.
Per poder alimentar els seus pollets, les poblacions del sud d'Anglaterra són capaces de volar durant 24 hores fins a arribar al Golf de Gascunya, a 1.000 km de distància.

## Alimentació
Menja peixos (arengs, sardines, anxoves, etc.), crustacis, cefalòpodes i despulles d'animals marins. Acostuma a menjar els peixos que pugen a la superfície del mar fugint de la persecució de mamífers marins o de peixos depredadors.

## Distribució geogràfica
Cria a les costes de l'Atlàntic Nord amb colònies als penya-segats costaners de les Illes Britàniques, Islàndia, Illes Fèroe, França, Canàries, Açores i l'Arxipèlag de Madeira). Realitza migracions més enllà de la línia equatorial, ja que, vers el mes de juliol se'n va a hivernar a les costes orientals de Sud-amèrica i, alguns exemplars també, a l'Àfrica meridional. Així mateix, algunes baldrigues pufins de procedència europea han estat observades al Pacífic (Nova Zelanda i Austràlia). Recentment ha estat observada també a les costes de Terranova i Massachusetts El retorn a l'Hemisferi nord es produeix a les acaballes del mes de febrer o començaments de març.
També es pot veure als penya-segats marins de l'Empordà, volant arran de les onades, però no hi nidifica i sí que ho fa en illots de les Balears.

## Costums
- Una vegada aparellats són monògams per a tota la vida.
- És una espècie gregària i forma grans estols durant la migració que fa a la tardor.
- És silenciosa en alta mar però, de nit i a les colònies de cria, són molt sorolloses.
- No acostuma a seguir els vaixells.
- A terra són maldestres caminant degut a la posició de llurs potes i, a més, necessiten l'ajut del bec i de les ales per poder fer-ho.[3]
- Tot i que aquest ocell és madur sexualment a l'edat de 5 anys, els exemplars immadurs realitzen igualment la migració als llocs de nidificació a partir dels dos anys de vida.[4]

## Observacions
Té una longevitat de 25-30 anys però pot atènyer els 50 (una baldriga pufí adulta marcada el juliol del 1953 fou recapturada el juny del 2003)